# Corpse paint
Le corpse paint (littéralement : « peinture de cadavre ») est un type de peinture corporelle et maquillage noir et blanc peint autour des yeux et sur les lèvres, artifice très utilisé par les groupes de black metal pour accentuer leurs expressions et se donner une apparence inhumaine, cadavérique ou démoniaque,,. Avant le black metal, la peinture faciale noire et blanche a été utilisée par divers musiciens de shock rock, notamment Arthur Brown, Alice Cooper, les membres de Kiss et ceux des Misfits.

## Histoire
Le corpse paint est initié par Arthur Brown, chanteur britannique de rock, pour sa chanson Fire, à la fin des années 1960 ; Alice Cooper, au début des années 1970, reprend ce style puis est suivi par des groupes de heavy metal, comme King Diamond de Mercyful Fate ; le groupe de metal extrême brésilien Sarcófago, l'un des premiers de l'histoire au Brésil, en fait usage, influençant notamment le guitariste Euronymous du groupe Mayhem et bientôt toute la deuxième vague de black metal. D'autres groupes, par exemple Antestor, groupe de unblack metal, l'utilisent au même titre que le maquillage de pantomime et, certains, comme marque de défiance à la société : « le corpse paint est une tentative pour les black metalleux d'avoir l'air sinistre et nécrotique et de montrer leur défiance à l'égard de la religion et de l'autorité. »
Le corpse paint a aussi inspiré certains rappeurs, pratiquant un sous-genre du hip-hop, appelé horrorcore. L'exemple le plus connu est sans doute Insane Clown Posse, un groupe relativement célèbre aux États-Unis, mais peu connu en Europe, où horrorcore est représenté par Visceral Records premier label d'horrorcore français avec différents groupes tels que Mordom et Redrum.

## Galerie

Exemples de corpse paints.
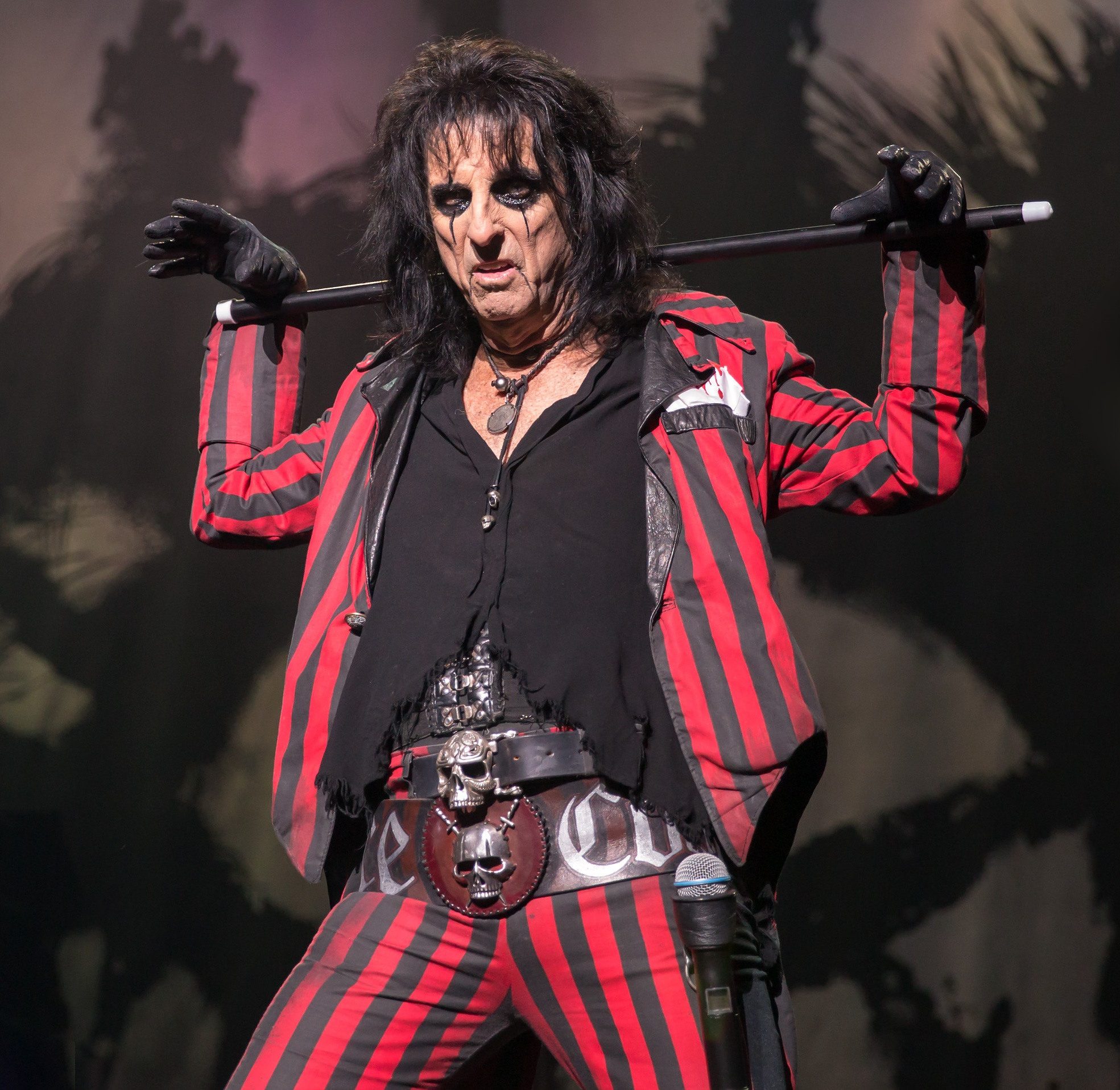
Alice Cooper.
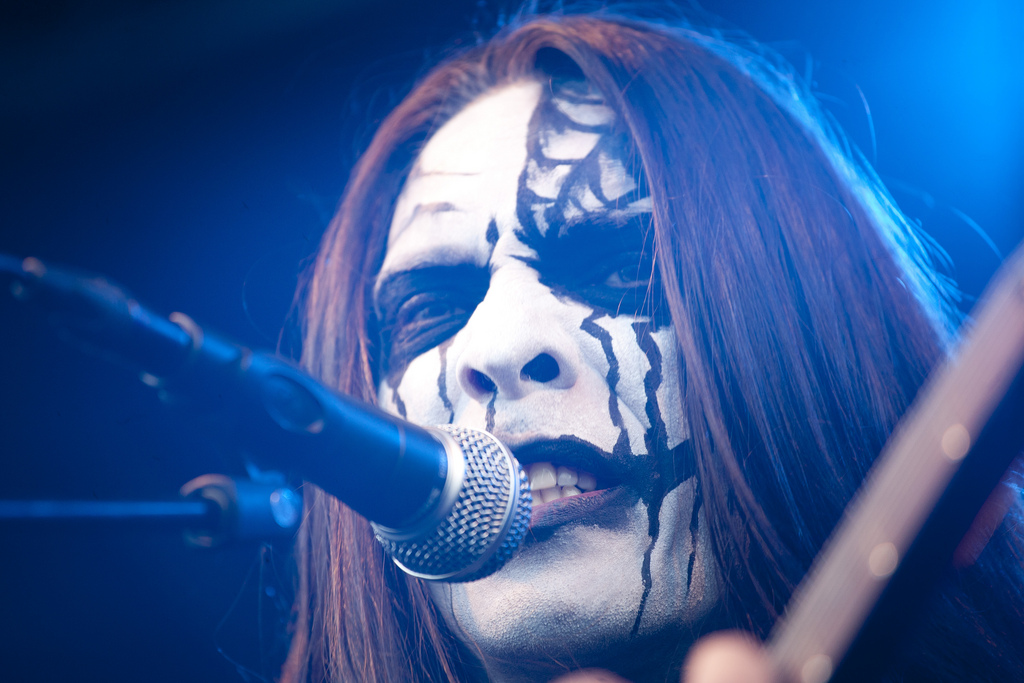
Carach Angren.
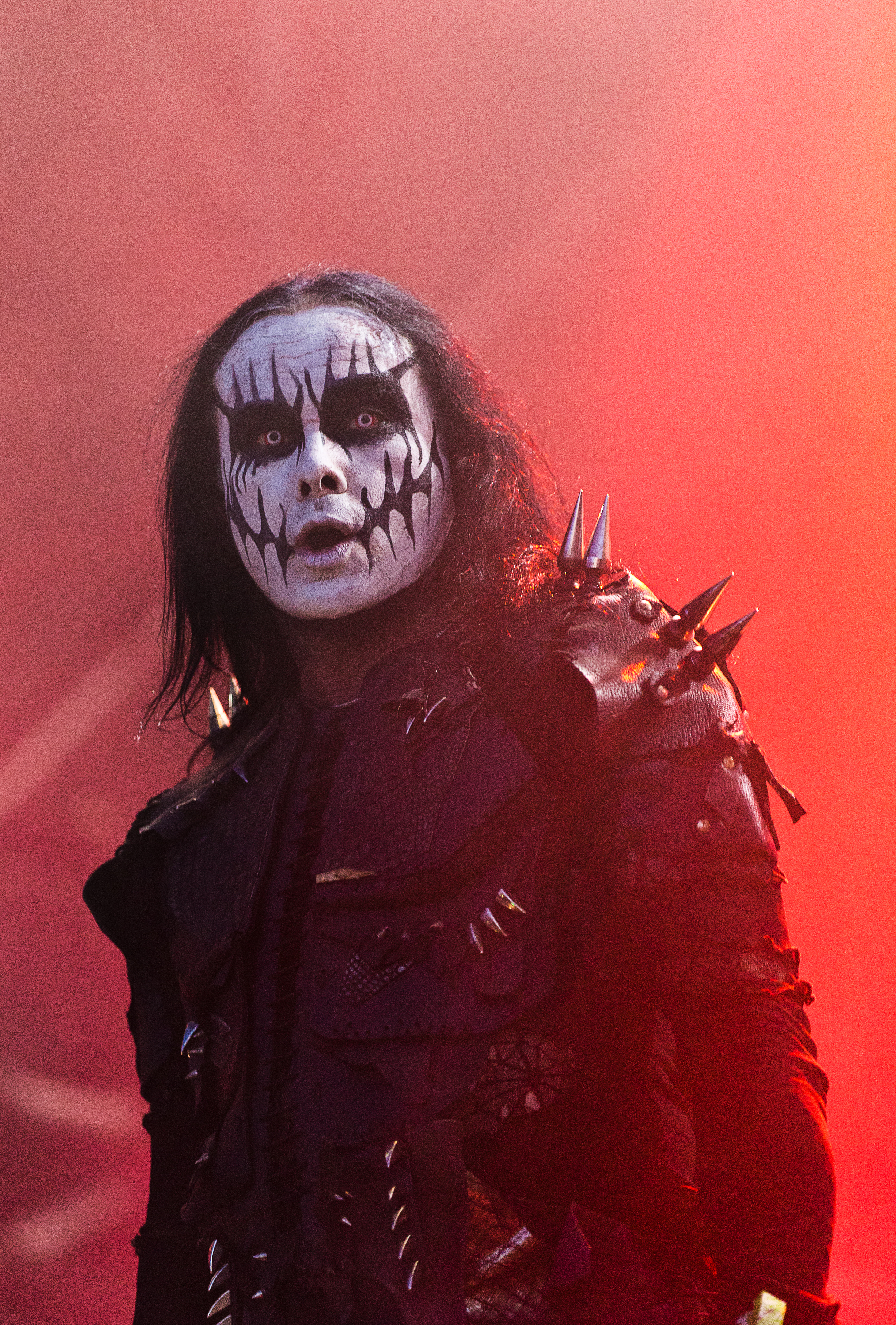
Cradle of Filth.
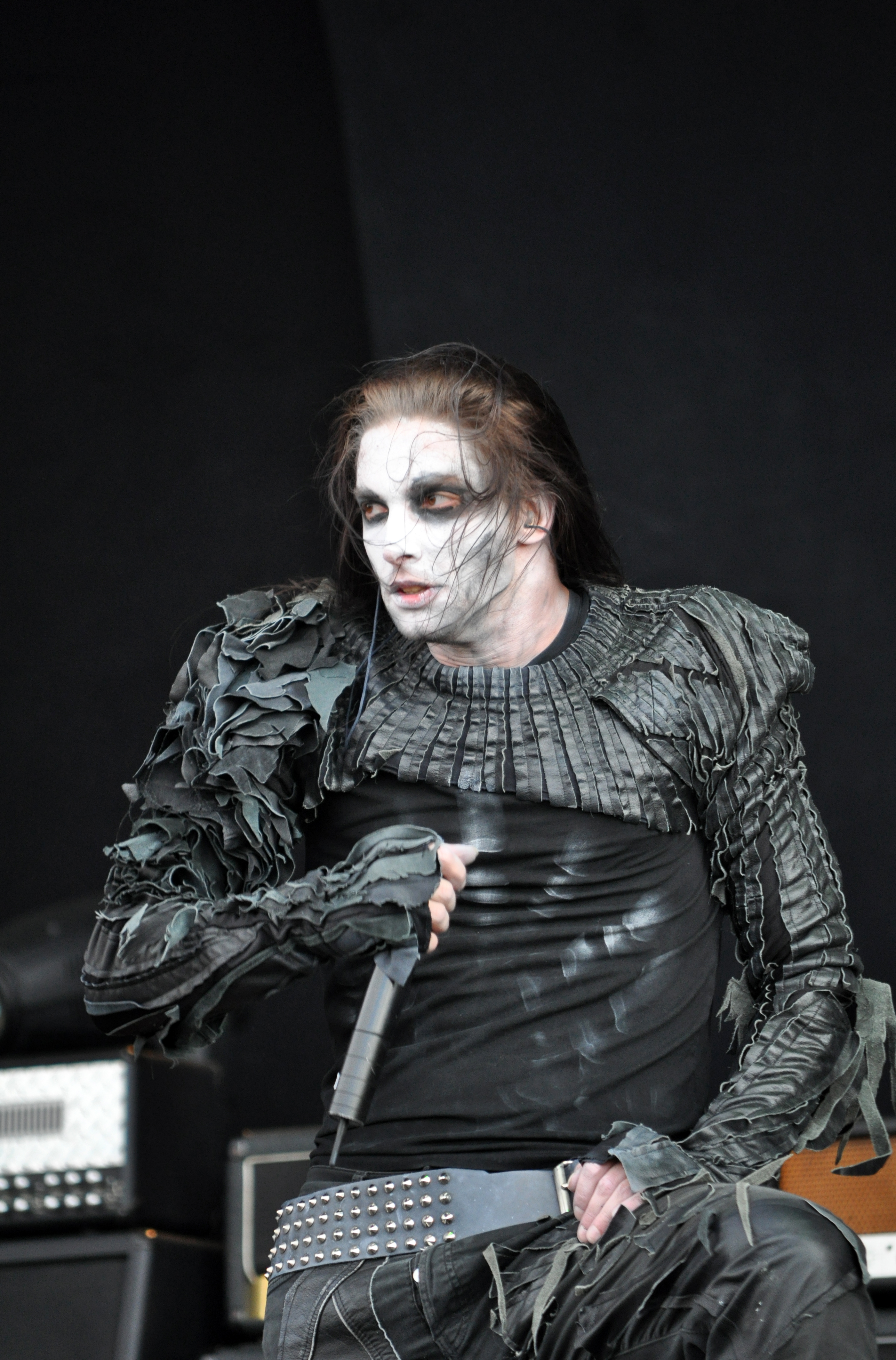
Dark Fortress.
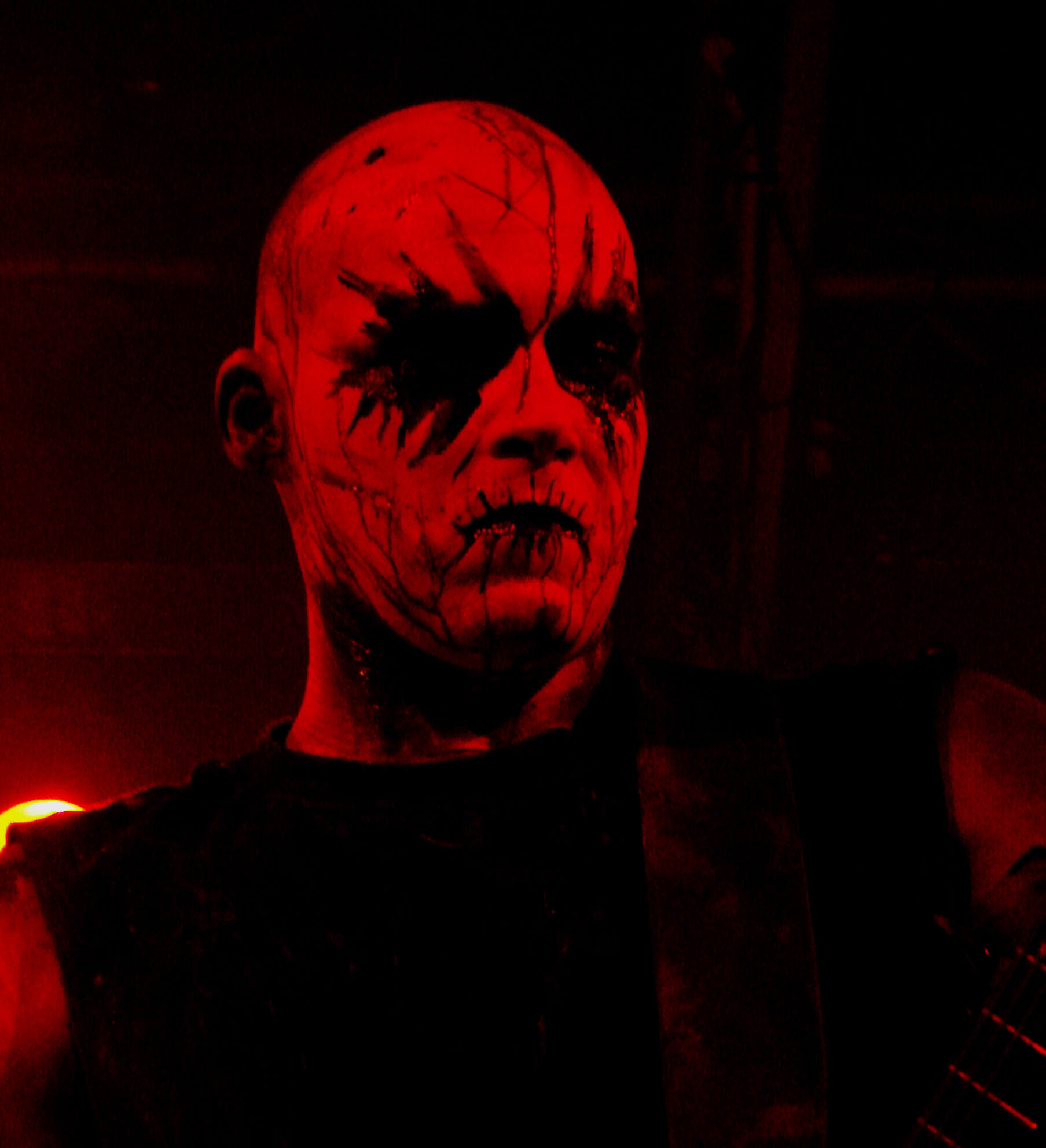
Gorgoroth.
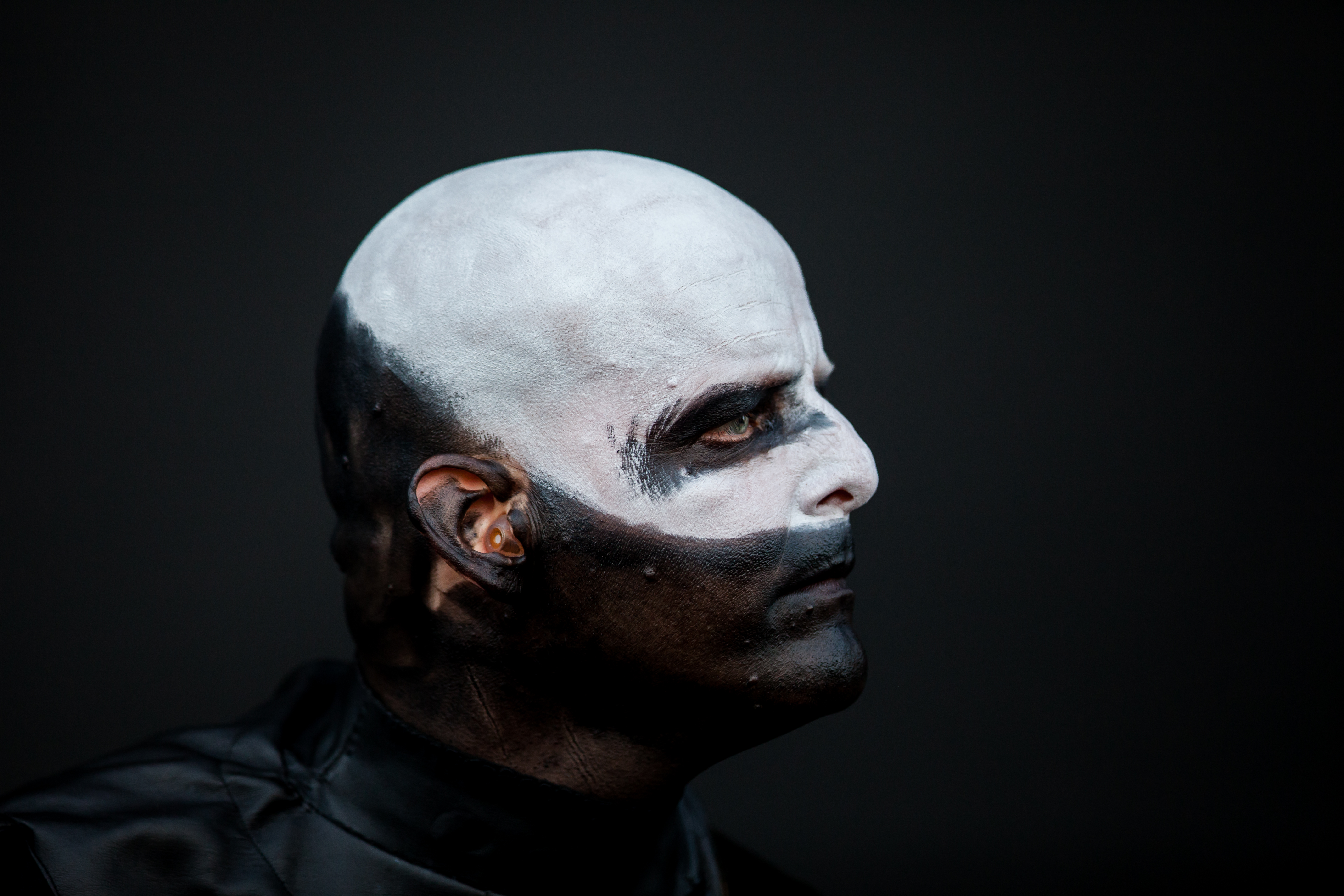
Khold.
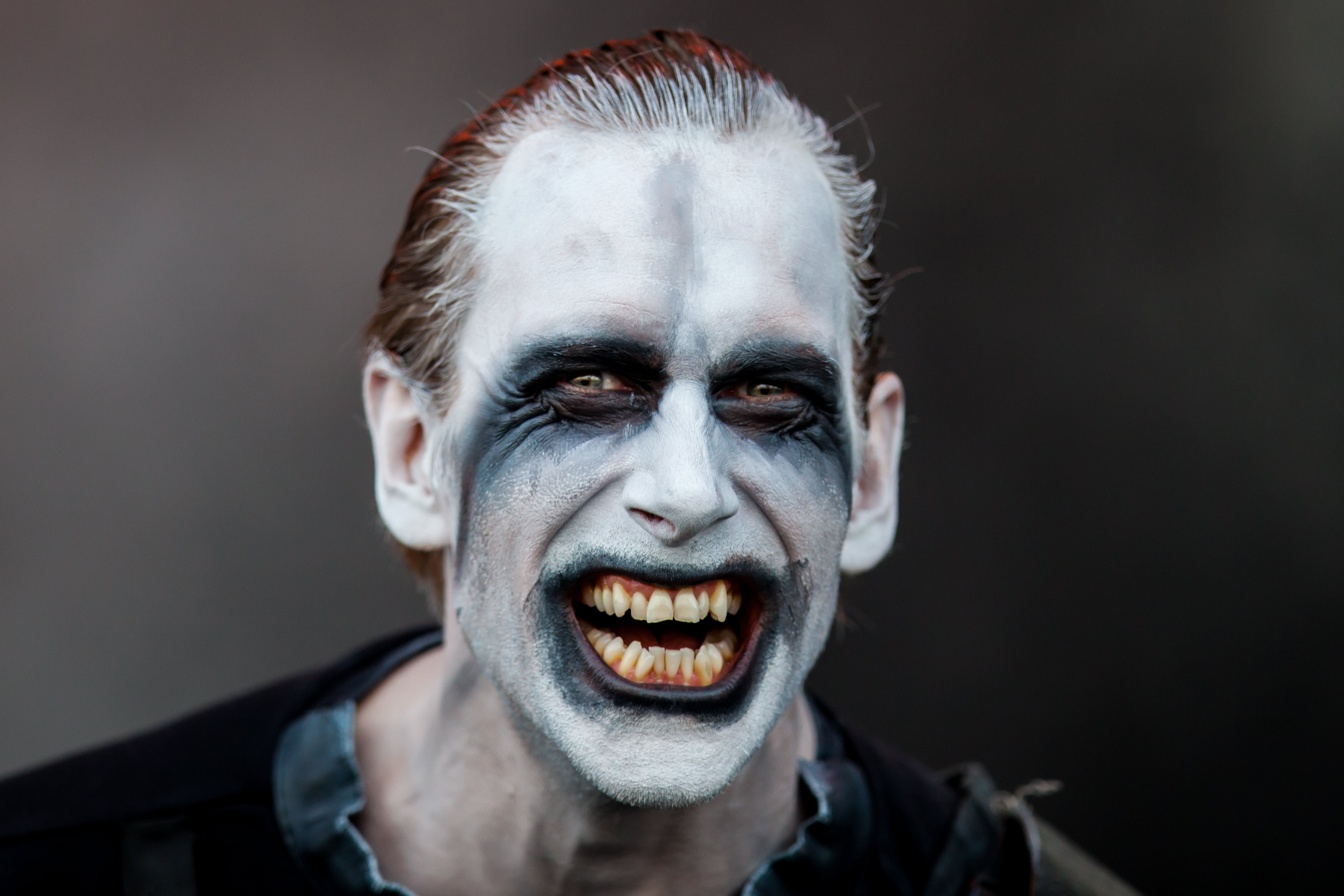
Khold.
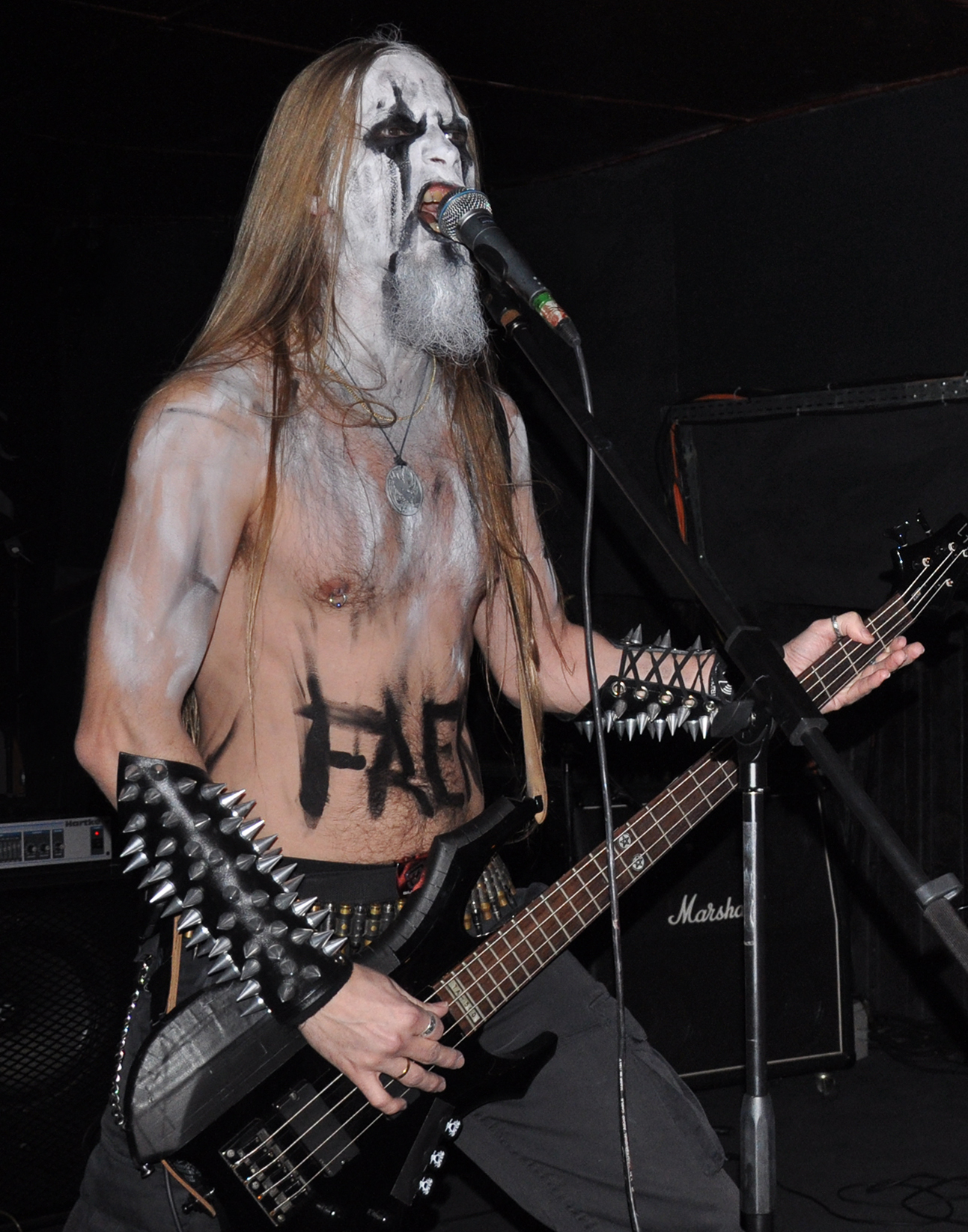
Tsjuder.
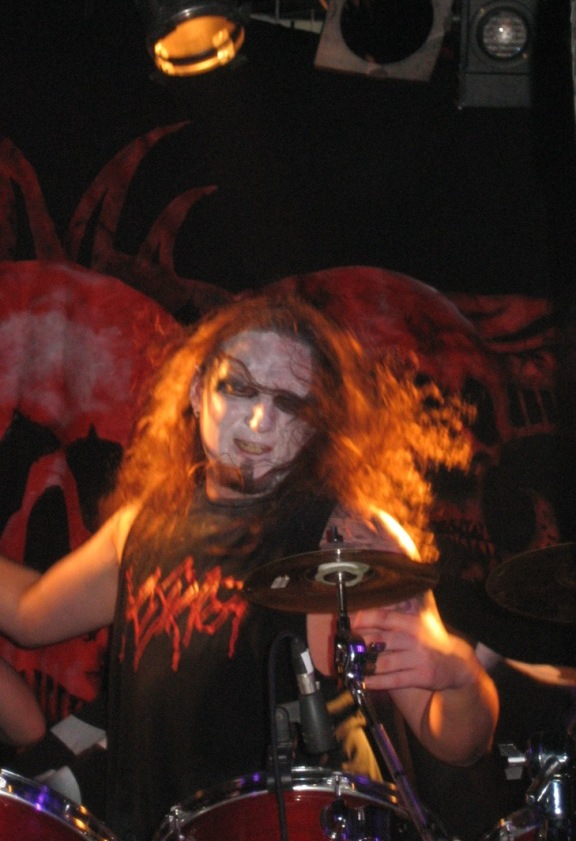
Vesania.